# Lorenzo Alpert
Lorenzo Alpert (* 1952 in Buenos Aires) ist ein argentinischer Fagottist und Spezialist für Alte Musik.

## Leben und Werk
Lorenzo Alpert spielte als Kind zunächst Klavier. Er lernte an einer von Deutschen gegründeten Musikschule in seinem Heimatland Blockflöte und sang dort im Chor. Er begann dort ein Musikstudium im Fach Dirigat und Kompositionslehre. Er entdeckte bald seine Vorliebe für das Fagott: „Ich brauche diesen Widerstand des Rohrblattes beim Spielen […].  Auch der tiefe Klang des Fagotts hat mir immer gefallen.“
Eine Tournee mit der Misa Criolla von Ariel Ramírez führte Lorenzo zu Anfang der 1970er Jahre erstmals nach Europa. Daraufhin entschied er sich, in die Aufführungspraxis Alter Musik in Europa hineinzufinden. Er studierte an der Schola Cantorum Basiliensis. Er schloss dieses Studium mit einem Konzertdiplom für alte Fagotte ab. Zu seinen wichtigsten Lehrern gehörte Jordi Savall. Dieser lud ihn ein, beim Ensemble Hesperion XX mit zu musizieren. Er spielte in diesem Ensemble Flöten und Perkussionsinstrumente.
Seit 1991 ist Lorenzo Alpert erster Fagottist bei Concerto Köln. Von 2016 bis 2018 war er der künstlerische Leiter dieses Ensembles. Hier interessierte er sich besonders dafür, die musikwissenschaftlichen Erkenntnisse in der instrumentalen Praxis wirksam zu machen. Auf dieser Basis entwickelte er beispielsweise neue Konzepte für die Aufführung der Brandenburgischen Konzerte Bachs.
Lorenzo Alpert unterrichtete bis 2018 an der Haute École de Musique in Genf historisches Fagott und Kammermusik. Er gibt regelmäßig Kurse in Italien, Frankreich, Spanien und in den USA.